# Stary człowiek i morze (film 1999)
Stary człowiek i morze (ang. The Old Man And The Sea) – japońsko-kanadyjsko-rosyjski animowany film krótkometrażowy z 1999 roku w reżyserii Aleksandra Pietrowa.

## Nagrody i nominacje
| Rok  | Nagroda | Kategoria                      | Odbiorcy i nominowani                              | Wynik     |
| ---- | ------- | ------------------------------ | -------------------------------------------------- | --------- |
| 2000 | Oscar   | Krótkometrażowy film animowany | Aleksandr Pietrow                                  | Wygrana   |
| 2000 | BAFTA   | Krótkometrażowy film animowany | Bernard Lajoie, Tatsuo Shimamura, Alexander Petrov | Nominacja |